# Spreekanal
Der Spreekanal (amtliches Kürzel SpK) in Berlin gehört zur Spree-Oder-Wasserstraße (SOW). Im Laufe der Jahrhunderte entwickelte sich aus dem Cöllnischen Stadtgraben die heutige, rund zwei Kilometer lange, künstliche Wasserstraße, die vom Wasserstraßen- und Schifffahrtsamt Spree-Havel betreut wird.
Die Bedeutung des Spreekanals und der in seinem Verlauf liegenden Stadtschleuse für die Binnenschifffahrt auf der Spree ging ab 1894 mit der Inbetriebnahme der Mühlendammschleuse zurück, bis schließlich im Jahr 2000 die Stilllegung der Stadtschleuse erfolgte. Der Kanal ist für die Sportschifffahrt gesperrt und wegen des Stauwehrs Kupfergraben ohnehin nicht mehr durchgängig schiffbar.
Im Berliner Volksmund wird oft der gesamte Spreekanal als Kupfergraben bezeichnet, obwohl diesen Namen offiziell nur der nördliche Abschnitt trägt.

## Geschichte
Der Flusslauf der Spree war mit dem zwischen 1220 und 1230 geschaffenen Mühlendamm für Schiffe und Flöße unpassierbar. Mit der Steigerung von Handel und Verkehr auf dem Wasser wurde der ehemalige Cöllnische Stadtgraben, ein Seitenarm der Spree, ausgebaut und mit einer Schleuse versehen. Diese erste hölzerne Schleuse „auf dem Werder“, die spätere Stadtschleuse, entstand 1578 und wurde später mehrfach erweitert. Die Hochindustrialisierung im Deutschen Reich erforderte immer größere Schiffe und die Stadtschleuse wurde 1885 ein letztes Mal vergrößert. Zu dieser Zeit wurde sie in der Berliner Schifffahrt bereits als Nadelöhr bezeichnet.
Die Spreeinsel wird von Spreekanal und Spree umflossen. Teilabschnitte des Spreekanals werden heute wie folgt genannt:
- Friedrichsgracht (vor dem Bau der Fischerinsel in den 1960er Jahren neben der Straße Friedrichsgracht) von der Inselbrücke am Märkischen Museum bis zur Gertraudenbrücke
- Schleusengraben von der Gertraudenbrücke bis zur Schleusenbrücke am Werderschen Markt
- Kupfergraben (neben der Straße Am Kupfergraben) ab der Eisernen Brücke hinter dem Zeughaus bis zur Einmündung in die Spree an der Nordspitze der Museumsinsel

## Verlauf
Der Spreekanal zweigt am Kilometer 17,90 linksseitig aus der Spree-Oder-Wasserstraße (SOW) kurz vor der Mühlendammschleuse von der Berliner Spree ab. Er bleibt südlich der Fischerinsel und verläuft dann nahezu parallel zur Straße Märkisches Ufer in Richtung Spittelmarkt, vorbei am Schloßplatz, Zeughaus und Lustgarten. Am Bode-Museum auf der Museumsinsel fließt er unmittelbar unterhalb der Monbijoubrücke am Kilometer 16,31 der SOW wieder in die Spree.

## Brücken
Über den Spreekanal führen zwölf Brücken.
| Name der Brücke         | Fotografie | Anmerkungen | Koordinaten |
| ----------------------- | ---------- | --- | ----------- |
| Inselbrücke             |            | Die im Verlauf der Inselstraße liegende Inselbrücke besteht als Verbindung zwischen Neu- und Alt-Cölln seit dem 17. Jahrhundert und liegt im Einzugsbereich des historischen Berliner Hafens. In Stromrichtung ist sie die erste Brücke zur hier Fischerinsel genannten Spreeinsel. Die heutige steinerne Gewölbebrücke stammt aus den Jahren 1912–1913, gebaut nach Plänen von Ludwig Hoffmann und Stadtbaurat Friedrich Krause und steht unter Denkmalschutz. Im amtlichen Verzeichnis wurde am 19. Juli 1994 der Name der Inselbrücke (Nummer 44670) in „Inselbrücke (Spreekanal)“ (17003) geändert. | Karten      |
| Roßstraßenbrücke        |            | Die Roßstraßenbrücke wurde anfangs Köpenicker Brücke genannt. Die heutige Roßstraßenbrücke entstand in den Jahren 1899 bis 1901 aus Stein. Nach schweren Beschädigungen im Zweiten Weltkrieg wurde sie vereinfacht wieder aufgebaut. Sie verbindet die Fischerinsel mit dem historischen Stadtviertel Neu-Cölln und steht seit den 1970er Jahren unter Denkmalschutz. | Karten      |
| Grünstraßenbrücke       |            | Die Grünstraßenbrücke entstand von 1903 bis 1905 als Ersatz für eine hölzerne Jochbrücke mit Klappen für die Schifffahrt. Nach starker Beschädigung am Ende des Zweiten Weltkriegs und anschließender Reparatur steht sie seit den 1970er Jahren in der Berliner Baudenkmalliste. | Karten      |
| Gertraudenbrücke        |            | Als Gertraudenbrücke werden zwei Bauwerke bezeichnet: Die Ende des 19. Jahrhunderts gebaute steinerne Gertraudenbrücke sowie die 1977 errichtete Stahlträger-Autobrücke für die Gertraudenstraße, die als Teil der Bundesstraße 1 eine stark frequentierte Verkehrsmagistrale zwischen Potsdamer/Leipziger Platz und Alexanderplatz bildet. | Karten      |
| Jungfernbrücke          |            | Die Jungfernbrücke wurde 1798 gebaut und ist damit die älteste Brücke Berlins. Zugleich ist sie die einzige erhaltene der früher insgesamt neun baugleichen Klappbrücken über den Kanal. Sie verbindet über den Schleusengraben (Spreekanal) die Unterwasserstraße mit der Straße Friedrichsgracht. | Karten      |
| Schleusenbrücke         |            | Die Schleusenbrücke nördlich der alten Stadtschleuse verbindet den Werderschen Markt mit dem Schloßplatz. Sie steht unter Denkmalschutz. | Karten      |
| Schloßbrücke            |            | Die Schloßbrücke liegt am östlichen Ende der Straße Unter den Linden. Im Verlauf der beiden Bundesstraßen B 2 und B 5 verbindet sie den Friedrichswerder mit dem Schloßplatz auf der Spreeinsel. Die ehemals hölzerne Hundebrücke wurde zwischen 1821 und 1824 nach einem Entwurf von Karl Friedrich Schinkel durch die massive Schloßbrücke ersetzt. Von 1951 bis 1991 trug sie den Namen Marx-Engels-Brücke. | Karten      |
| Eiserne Brücke          |            | Die Eiserne Brücke verbindet über den Kupfergraben, den nördlichen Teil des Spreekanals, die Bodestraße (frühere Museumsstraße) mit der Straße Hinter dem Gießhaus. Die einbogige Brücke wurde 1916 fertiggestellt. | Karten      |
| Pergamonsteg            |            | Fußgängerbrücke im Bereich des Pergamonmuseums. | Karten      |
| Stadtbahnbrücke         |            | Sie führt die Trasse der Berliner Stadtbahn über den Kupfergraben. Zwischen Bode- und Pergamonmuseum hindurch verläuft die Strecke über eine Spreebrücke weiter zum Bahnhof Hackescher Markt. | Karten      |
| Südliche Monbijoubrücke |            | Die Monbijoubrücke wurde 1902–1904 gebaut und besteht aus zwei Teilen: Der südliche über den Kupfergraben verbindet die Straße Am Kupfergraben mit der Nordspitze der Museumsinsel; der längere nördliche Abschnitt führt über die Spree zur Monbijoustraße in der Spandauer Vorstadt. | Karten      |

Bilder und Karten
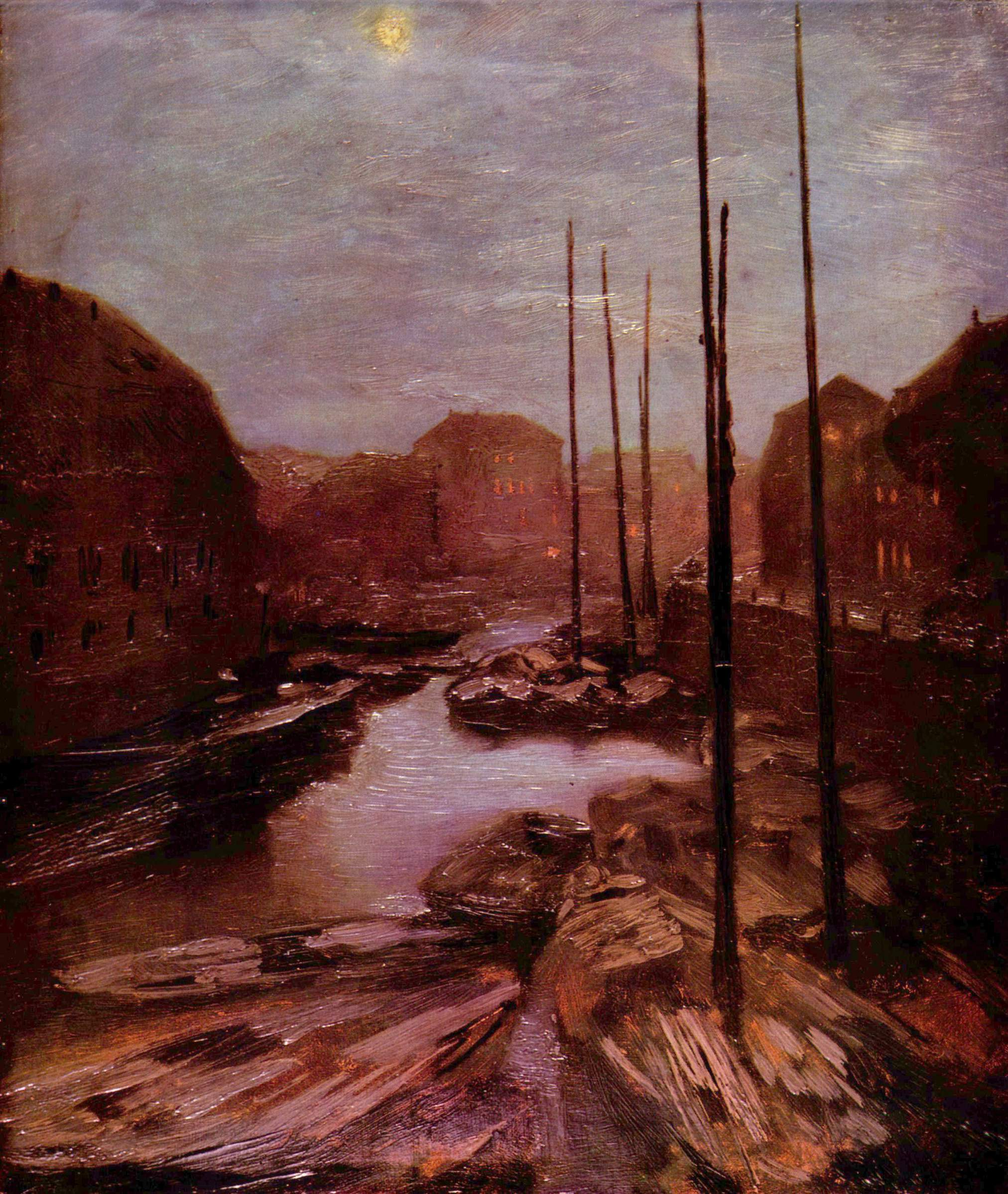
Friedrichsgracht bei Mondschein, Gemälde von Adolph von Menzel
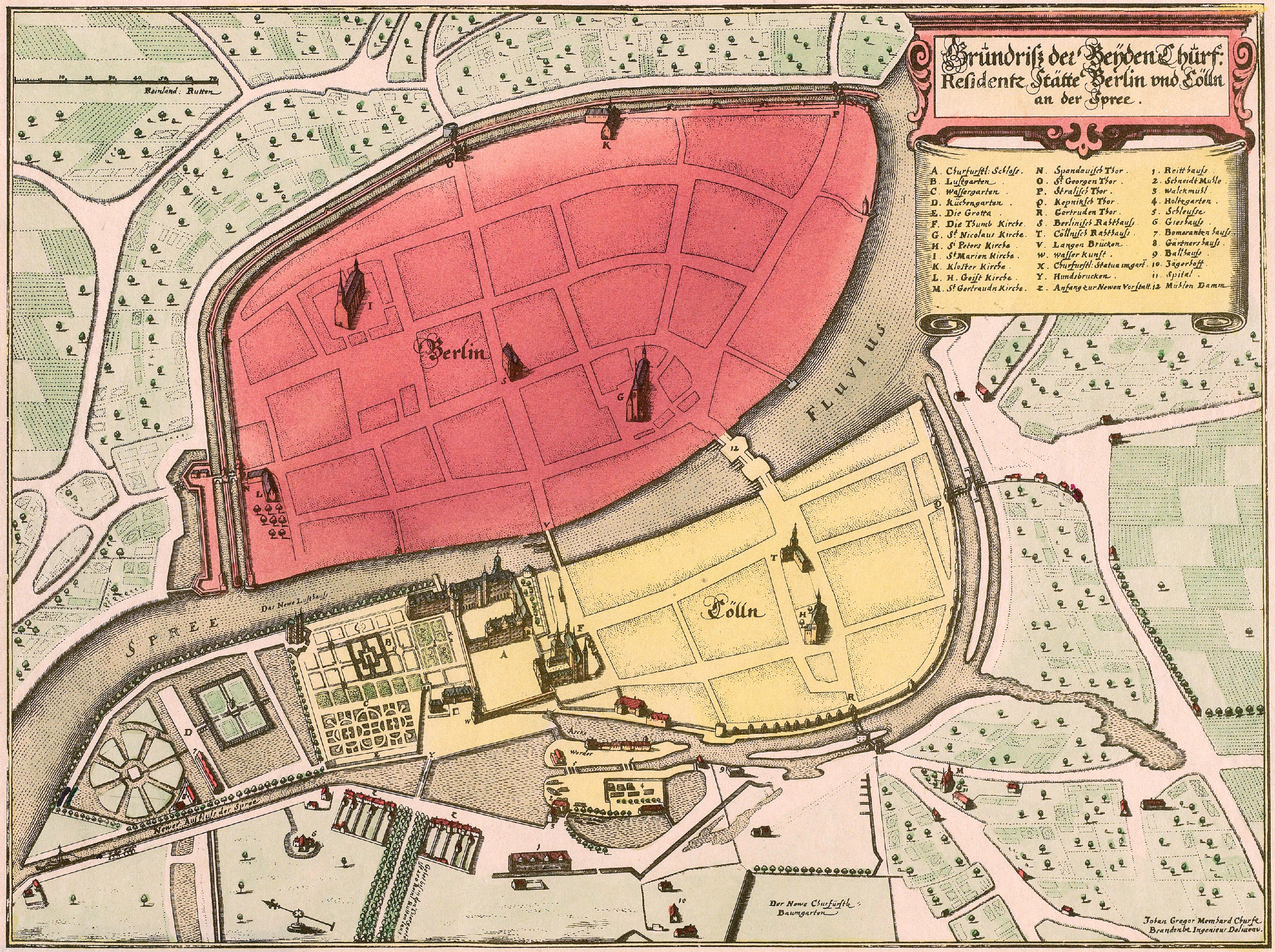
Grundriss der beiden kurfürstlichen Residenzstädte Berlin und Cölln mit dem Spreekanal
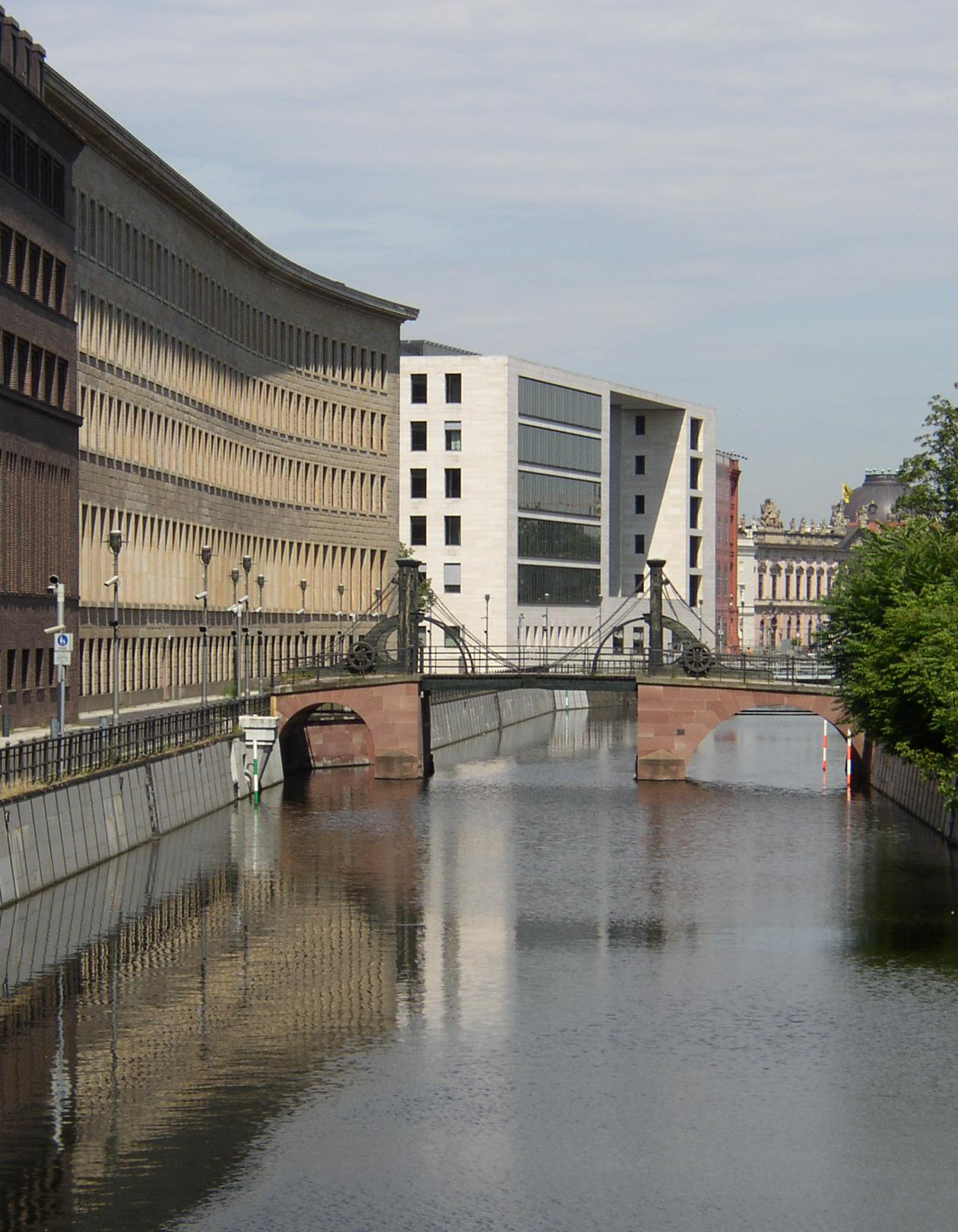
Auswärtiges Amt und Jungfernbrücke